# Regnestok
En regnestok er et regneredskab, som i 1970'erne blev fortrængt af lommeregneren. Den består af tre dele; stokken, skyderen og løberen. Skyderen sidder i en rille i stokken hvor den kan bevæges frem eller tilbage, og begge dele er forsynet med logaritmiske skalaer. Løberen er et lille gennemsigtigt »vindue« der ligeledes kan bevæges frem og tilbage langs stokken og skyderen: I løberen er indridset en eller flere løberstreger.
Den sidste store regnestok var Aristo-Studio, der ved påpasselighed havde meget stor nøjagtighed.
Det hele var logaritmisk, men man skulle vide hvor kommaet var. 
Med en regnestok kan man, med 2-3 betydende cifre nøjagtighed,
- Multiplicere (»gange«) og dividere
- Kvadrere et tal (beregne x²) og tage kvadratroden af et tal
- Beregne tredje potens og kubikroden af et tal
- Beregne logaritmer og antilogaritmer
- Beregne sinus og tangens til et tal
- De fleste regnestokke har desuden en kant med centimeterskala, der kan bruges som lineal.

For at øge nøjagtigheden lavedes regnestok med større længde, de typiske regnestokke var omkring 30 cm. og til bedre nøjagtighed var størrelsen doblet op.
Der findes mange former for regnestokke, f.eks. en såkaldt »E-6B«, som bruges indenfor luftfarten til beregning af vindforhold. Militæret har anvendt en særlig regnestok til at indstille kanonerne.

## Regnestokkens brug og virkemåde
Dybest set fungerer regnestokken alene ved hjælp af skalaer der kan addere og subtrahere tal – alt det andet man kan med en regnestok, er blot »tricks« med nogle matematiske funktioner, specielt logaritmer.

### Princippet i regnestokken
Man kan lave en simpel indretning til at lægge tal sammen eller trække dem fra hinanden med (»A« på illustrationen til højre) ved hjælp af to lineære skalaer, f.eks. linealer: For at beregne 5 + 8, lægger man 0-mærket på den nederste skala ud for 5-mærket på den øverste (vist ved den grønne stribe), og så aflæse svaret på den øverste skala, lige oven over 8 på den nederste: 5 + 8 = 13 (ved den blå stribe).

Subtraktion foregår i den omvendte rækkefølge: Skal man f.eks. beregne 13 – 8, lægger man den nederste skala med 8-mærket op imod 13-mærket og aflæser så svaret på den øverste skala lige over 0-mærket på den nederste: 13 – 8 = 5.

### Multiplikation og division
Ved at bruge ens, logaritmiske skalaer (som ved B på illustrationen) kan man udføre logaritmer og antilogaritmer som en del af aflæsningen. Sammen med de to regneregler for logaritmer;
- {\displaystyle \log(a\cdot b)=\log a+\log b}
- {\displaystyle \log \left({\frac {a}{b}}\right)=\log a-\log b}

kan man bruge dette til at multiplicere og dividere tal på samme måde som de lineære skalaer kan addere og subtrahere: Skal man f.eks. beregne 5 · 8, anbringer man 1-mærket (som svarer til 0-mærket på de lineære skalaer eftersom log 1 = 0) på den nederste skala ud for 5-mærket på den øverste (ved den grønne stribe), hvorefter svaret aflæses på den øverste skala lige over 8-mærket på den nederste: 5 · 8 = 40.

Division udføres i den modsatte rækkefølge: Skal man f.eks. dividere 40 med 8, anbringes 8-mærket på den nederste skala ud for 40-mærket på den øverste, hvorefter svaret aflæses på den øverste skala, lige over 1-mærket på den nederste: 40 : 8 = 5.
Regnestokke har almindeligvis to par logaritmiske skalaer, hvor den ene skala af hvert par sidder på stokken, og den anden på skyderen: Ved multiplikation og division bruger man det ene af de to par, og flytter skyderen som beskrevet ovenfor.

### Kvadratrod, kubikrod samt 2. og 3. potens
Hvis man holder to logaritmiske skalaer, hvoraf den ene går fra 1 til x og den anden fra 1 til x², op mod hinanden, har man en »tabel« for kvadrater og kvadratrødder, eftersom log (x²) = 2 · log x, og omvendt:

{\displaystyle \log \left({\sqrt {x}}\right)={\frac {\log x}{2}}}

Dette er illustreret ved C på illustrationen: De to skalaer ligger med deres 1-mærker ud for hinanden, og ud for et givent tal (her 7) på den nederste skala, kan man på den øverste skala aflæse kvadratet på tallet (i dette tilfælde 49 eller, som det ses: »knap 50«).
Omvendt kan man finde et tal på den øverste skala, og på skalaen neden under aflæse tallets kvadratrod.
Tilsvarende kan man, hvis den ene skala går fra 1 til x og den fra 1 til x³, beregne den tredje potens hhv, kubikroden af et tal. På praktiske regnestokke går de to par logaritmiske skalaer på stokken og skyderen gerne fra 1 til hhv. 10 og 100, og kan således bruges til at beregne kvadrater og kvadratrødder: Man søger et tal på den ene skala med stregen i løberen, og aflæser så svaret der hvor løberstregen krydser den anden skala. Der kan desuden være en tredje skala fra 1 til 1000, som således kan bruges til at udlede kubikrødder og finde den tredje potens af et tal. Ved behændig brug af disse tre skalaer kan man desuden beregne ting som:

{\displaystyle {\sqrt[{3}]{x^{2}}}} og {\displaystyle {\sqrt {x^{3}}}}

i én arbejdsgang.
Bemærk at skalaerne ved disse beregninger alle har deres 1-mærker ud for hinanden. Hvis man bruger skalaerne på stokken og skyderen til at beregne kvadratrødder og x², kan man ved at flytte skyderen hen til et tal a beregne hhv.

{\displaystyle a\cdot x^{2}} og {\displaystyle a\cdot {\sqrt {x}}}
alt sammen i én og samme arbejdsgang.

### Logaritmer og antilogaritmer
Ved at sætte en logaritmisk og en lineær skala sammen, med 0-mærket på den lineære skala ud for 1-mærket på den logaritmiske, får man et redskab til at udlede logaritmer og antilogaritmer. For at beregne logaritmen til 4 (vist ved D på illustrationen), finder man 4 på den logaritmiske skala og aflæser svaret på den lineære. Dog skal man være opmærksom på at tallet på den lineære skala (her) er faktor 10 for stort; 6-tallet skal tolkes derhen, at log 4 er ca. 0,6.
Omvendt finder man antilogaritmen til et tal (i intervallet fra 0 til 1) ved at finde »ti gange tallet« på den lineære skala, og aflæse på den logaritmiske. På illustrationen: 100,6 = 4.
Hver gang et tal bliver 10 gange større eller mindre, stiger hhv. falder tallets 10-talslogaritme med 1; ved brug af denne regel kan man bestemme logaritmer og antilogaritmer til alle relevante tal, uanset begrænsningerne på regnestokkens skalaer.

### Regnestokkens historie
Aristo-Studio blev regnet for state of the art indtil starten 1970erne.
Regnstokken kunne beregne logaritme, der blev benyttet ved Matematik og Trigonometri.
- Wikimedia Commons har flere filer relateret til Regnestok